# Ligne Hitler

Lignes défensives allemandes au sud de Rome

La ligne Hitler était une ligne de fortifications construite par les Allemands durant la Seconde Guerre mondiale pour empêcher les Forces alliées de s'emparer de Rome. Les places fortes de cette ligne se situaient à Aquino et Piedimonte San Germano. Elle fut renommée ligne Dora ou ligne Senger sur l'insistance d'Adolf Hitler, qui voulait minimiser la propagande en cas de percée de ce système défensif. Elle était située à quelques kilomètres au nord de la ligne Gustave. Cette ligne fut finalement enfoncée le 24 mai 1944 sur le front de la 8e armée britannique par les 1re et 5e divisions blindées canadiennes, attaquant avec le Deuxième corps polonais sur leur droite. Les Polonais capturèrent Piedimonte San Germano le 25 mai et la ligne s'effondra. La ligne défensive allemande suivante était la ligne Caesar C.

## Position stratégique de la ligne Hitler
À la différence d'Ortona, Rome a une très grande importance morale et politique. En conséquence, la prendre aura plus d'effet sur le reste du monde que toute victoire remportée jusque-là par les Forces alliées.
Aussi, pour conserver Rome, le commandant allemand a préparé ce qui constitue peut-être sa plus solide position défensive dans toute l'Italie.  On construit deux lignes de fortifications : les lignes Gustav et Hitler, en travers de la profonde gorge située entre les monts Matese et Aurunci.

## Prise de la ligne Hitler

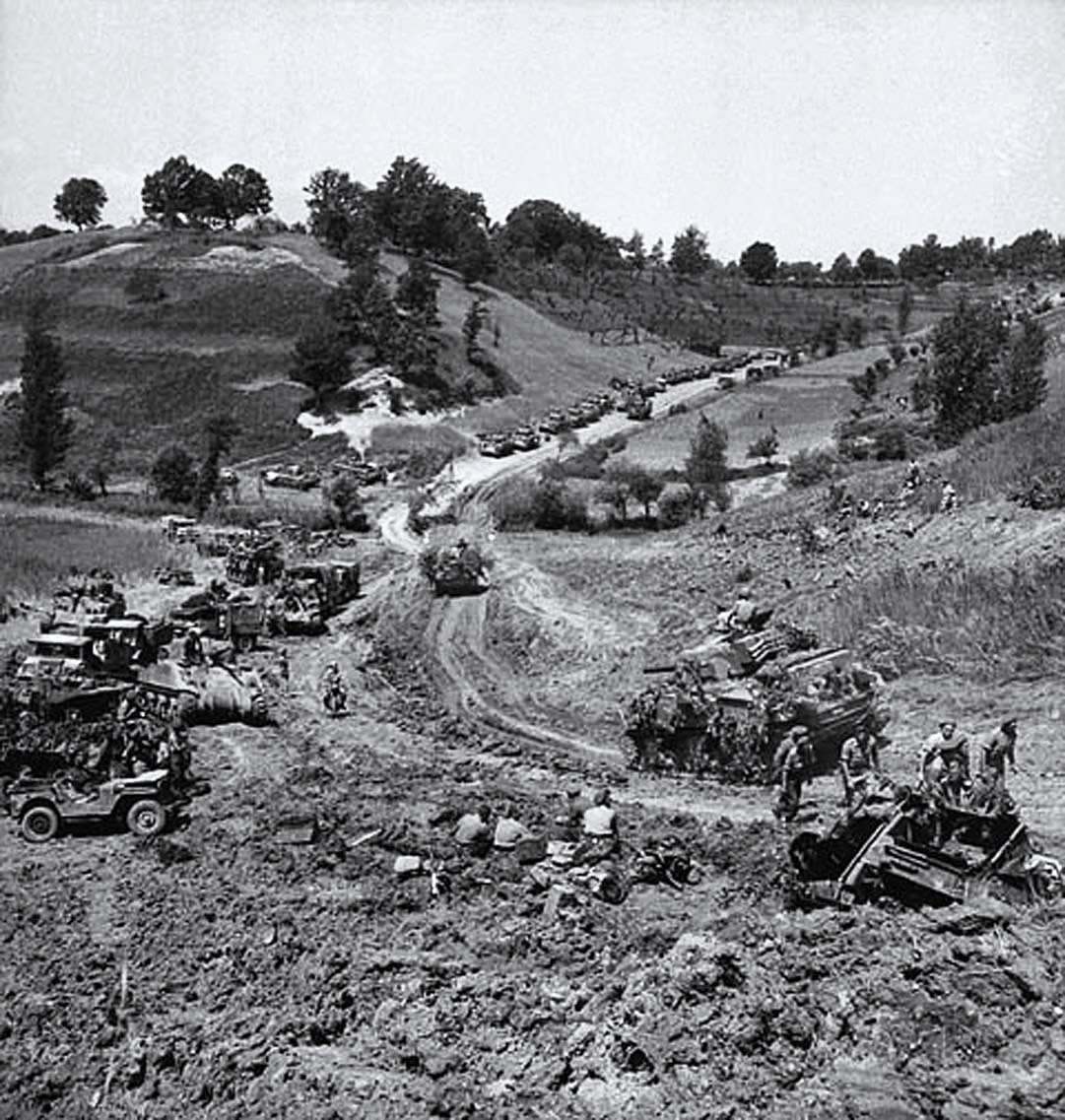
24 mai 1944 : Les Forces canadiennes avançant de la ligne Gustave à la ligne Hitler.

Après la prise de la ligne Gustave lors de la bataille du mont Cassin, le 23 mai, l'attaque est déclenchée.  Les troupes se frayent un chemin à travers la poussière, la fumée et la brume matinale. Secoués par des vagues de tir d'artillerie, de mortiers et d'armes portatives, les bataillons de la 2e Brigade atteignent la ligne ennemie, y font une brèche, puis s'accrochent avec acharnement et vaillance aux positions qu'ils ont remportées. Sur la gauche, le Carleton and York Regiment, de la 3e Brigade, fait une trouée dans la ligne et, avec l'appui du West Nova Scotia Regiment et des chars du Régiment de Trois-Rivières, ouvre le passage.
Entre-temps, la 1re Brigade chasse l'ennemi de Pontecorvo. À ce moment-là, les Allemands tiennent toujours Aquino sur le flanc ; mais à l'aube du 24 mai, les chars de la 5e Division blindée peuvent traverser les brèches ouvertes dans la ligne Hitler afin de tirer profit de la situation au-delà du front. Les Canadiens éprouvent quelques difficultés à la Melfa (en), où le major J.K. Mahoney du Westminster Regiment remporte la croix de Victoria. Mais, une fois ce cours d'eau traversé, le véritable combat pour la vallée de la Liri est terminé et l'opération se transforme en poursuite.
Le 31 mai, le Loyal Edmonton Regiment occupe Frosinone et la campagne prend fin. Le Corps d'armée canadien est retiré des opérations et, le 4 juin, les Américains entrent dans Rome. Les troupes canadiennes, qui ont pourtant pris part aux batailles sanglantes du mont Cassin et de la vallée de la Liri, se voient refuser l'honneur de défiler dans les rues de la Ville éternelle, au contraire de nombreux autres Canadiens servant au sein de la Force de service spécial canado-américaine.